# Cua sốt ớt
Cua sốt ớt là một món ăn đặc sản của Singapore. Cua sốt ớt có mặt hầu hết trong thực đơn các quán ăn, nhà hàng hải sản ở Singapore. Cua sốt ớt thu hút thực khách ở hương vị cay nồng, thơm ngon, hòa quyện theo đó là thứ nước sốt sánh mịn, hương thơm dịu nhẹ. Với món này có thể dùng kèm với bánh bao chiên Singapore hoặc có thể dùng với bánh mì, chấm vào nước sốt. Cua dùng chế biến món này là cua bùn.
Món này được xếp thứ 35 trong danh sách 50 món ăn ngon nhất thế giới năm 2011 của CNN Go.

## Thành phần nguyên liệu
Để chế biến món ăn này cần có các nguyên liệu sau:
- Hai con cua lớn
- Một củ hành tây
- Năm tép tỏi
- Một củ gừng
- Năm củ hành tím
- Ba trái ớt sừng, ba trái ớt hiểm
- Hai muỗng canh tương ớt, nửa chén sốt cà, hai muỗng canh tương đậu
- Một quả trứng gà
- Dầu ăn, đường, giấm gạo, nước tương, nước dùng, bột bắp, hành, ngò.

## Cách chế biến
- Tỏi, gừng, hành tím bóc vỏ, ớt bỏ cuống. Tất cả đem xay hoặc giã nhuyễn.
- Cua rửa sạch, chặt miếng vừa ăn.
- Hành tây bóc vỏ, thái hạt lựu. Cho dầu vào chảo, dầu nóng cho hành tây vài xào mềm. Sau đó, cho hỗn hợp ớt, tỏi đã xay nhuyễn, cho thêm tương ớt, tương cà, tương đậu, nước tương, đường, giấm gạo vào. Đảo đều, nấu hỗn hợp khoảng 5 phút.
- Để nước sốt sánh lại, cho ít bột bắp hòa tan với nước vào hỗn hợp. Cho trứng vào sốt, đảo đều.
- Cho cua vào hỗn hợp, đảo đều cho sốt thấm vào cua.
- Cua chín, thấm sốt. Tắt bếp, bày ra dĩa. Rắc ít gừng sợi, hành ngò.
- Món ăn dùng kèm với bánh bao chiên hoặc bánh mì.